# Лиссоне
Лиссоне (итал. Lissone, брианцийский диалект Lison) — город в Италии, в провинции Монца-э-Брианца области Ломбардия.
Население составляет 43 571 человек (на 2011 г.), плотность населения составляет 4 945,38 чел./км². Занимает площадь 9 км². Почтовый индекс — 20851. Телефонный код — 039.
Покровителями населённого пункта считаются святые апостолы Пётр и Павел. Праздник ежегодно празднуется 29 июня.
В Лиссоне находится «Biblioteca del Mobile e dell’Arredamento» (Мебельная Библиотека), единственная в Италии.